# Bolo to dávno, pradávno…
Bolo to dávno, pradávno… je československý animovaný seriál, který zobrazuje příběhy chlapce Slávka, který kdysi žil na hradě Děvín. Seriál byl vyroben v roce 1984. Režisér byl Ladislav Pálka.

## Seznam dílů
1. Studňa za dukát
2. Slávko bojovníkom
3. Slávny Slávko
4. Slávko silákom
5. Veselý kamarát
6. Slávko hrnčiarom
7. Tajomstvo hviezd
8. Ako Demeter prestal byť lakomý
9. Slávko a vlčica
10. Zázračný kvietok
11. Devínska veľryba
12. Zimný príbeh
13. Slávko a kniha